# Nathalie Bitho
Nathalie Bitho est une experte-comptable et cheffe d'entreprise togolaise, présidente de la Chambre de commerce et d'industrie du Togo (CCIT) depuis janvier 2021. Elle a également occupé un poste de secrétaire d'État de 2008 à 2010.

## Carrière
Nathalie Bitho est directrice de la branche togolaise de la Bourse régionale des valeurs mobilières au début des années 2000. Elle est alors inspirée par les Nana Benz, des femmes d'affaires togolaises des années 1970 et 1980 ayant fait fortune grâce à la revente de pagnes.
Il s'ensuit un bref passage gouvernemental entre 2008 et 2010 dans le premier gouvernement de Gilbert Houngbo en tant que secrétaire d'État auprès du Premier ministre chargée de la Jeunesse et de l'Emploi des jeunes. Elle reste toutefois plusieurs mois en fonction après la dissolution officielle de son gouvernement en raisons de différends entre l'Union des forces de changement (UFC) et le Rassemblement du peuple togolais.
En 2021, elle devient présidente de la délégation spéciale consulaire de la Chambre de commerce et d'industrie du Togo (CCI-Togo). Elle est nommée à ce poste par le président Faure Gnassingbé qui souhaite alors complètement réformer cette organisation. Bien que cette présidence par intérim soit initialement prévue pour durer six mois, soit le temps d'organiser des élections, elle est prolongée de six mois en septembre de la même année et dure finalement plus de deux ans. À ce poste, elle met en avant l'importance de la recherche scientifique, de la digitalisation, de l'entreprenariat et de la décentralisation, notamment au sein de sa propre institution.
Parallèlement à ces activités, elle a créé et administre le cabinet d'expertise-comptable International Investment Corporation (IIC). Elle est également membre de la chambre consulaire régionale de l'UEMOA et a temporairement administré les hôtels « LeBénin » et « Sarakawa » à Lomé.

## Distinctions
- 2022 : Prix Bonne gouvernance de la Togo Top Impact[13],
- 2023 : Prix Stand Up For African Women Entrepreneurs (SUFAWE) de la Banque internationale pour l'Afrique au Togo[14].